# دونالد بايك
دونالد بايك (بالإنجليزية: Donald Pike) هو محامي وقاضي أمريكي، ولد في 9 يونيو 1924، وتوفي في 9 يونيو 2008.